# Shtil'

O foguete Shtil'.

O veículo de lançamento Shtil', em russo Штиль que significa Calmaria, é um foguete, convertido de um SLBM usado para lançar satélites em órbita.
O Shtil' é um veículo de três estágios que usa combustível líquido. Ele foi o primeiro veículo de lançamento a colocar uma carga útil em órbita a partir de um submarino, apesar de também ser possível lançá-lo a partir de bases em terra.